# Ruth Metzler-Arnold
Ruth Metzler-Arnold (ur. 23 maja 1964 w Sursee) – działaczka polityczna Szwajcarii.
Ukończyła studia prawnicze na uniwersytecie we Fryburgu. W latach 1990–1999 pracowała jako dyplomowany rewident w przedsiębiorstwie PricewaterhouseCoopers AG w St. Gallen. Udzielała się aktywnie w polityce lokalnej z ramienia Chrześcijańsko-Demokratycznej Partii Ludowej Szwajcarii – była radną kantonu Appenzell Innerrhoden i członkiem rządu kantonalnego (ministrem skarbu i finansów oraz wicepremierem). W marcu 1999 została wybrana do Rady Związkowej (rządu centralnego), zastępując w tym gronie Arnolda Kollera. Od 1 maja 1999 sprawowała funkcję ministra policji i sprawiedliwości.
W 2003 była przez rok wiceprzewodniczącą Rady (wiceprezydentem) i zgodnie z obyczajem politycznym powinna objąć w kolejnym roku urząd prezydenta. Niespodziewanie po wyborach parlamentarnych lider zwycięskiej partii prawicowej Christoph Blocher zażądał dla swojego ugrupowania dodatkowego miejsca w rządzie i sam stanął do wyborów. W drugiej turze głosowania 10 grudnia 2003 Blocher pokonał Metzler i zajął jej miejsce w Radzie. W tej sytuacji funkcję prezydenta Szwajcarii w 2004 przejął inny działacz chadecji, Joseph Deiss.